# Кызылтан (Алматинская область)
Кызылтан (каз. Қызылтаң) — село в Жамбылском районе Алматинской области Казахстана. Входит в состав сельского округа Матибулак. Код КАТО — 194255700.

## Население
В 1999 году население села составляло 78 человек (37 мужчин и 41 женщина). По данным переписи 2009 года, в селе проживали 24 человека (10 мужчин и 14 женщин).